# 人文社
株式会社人文社（じんぶんしゃ）は、地図や観光ガイドの出版を行っていた日本の出版社である。所在地は東京都文京区大塚四丁目41番12号。1952年創立。関連会社として、福岡人文社と大阪人文社があったが、前者は人文社の事業停止時に資本関係がなく、後者は経営の行き詰まりにより人文社に吸収されていた。

## 概要
古くから多数の地図の出版を手がけてきた出版社の一つである。とりわけ、日本で初めて格子状に区域を分割した地図を発行したことは特筆される。
路線・住宅地図や古地図を中心に事業を展開しながら、カレンダーなどの販促品の企画・制作も行っていた。
2003年12月5日放送の『タモリ倶楽部』「キルビルならぬ地図ビルに潜入! プロユース地図の世界を探る!!」で、当時千代田区三崎町にあった人文社の自社ビルをタモリらが訪問した。また2010年7月23日放送「生ける廃墟・九段下ビル探訪」でも、九段下ビルに入居していた1962年当時の本社が写真で紹介された。
2013年8月30日までに事業を停止し、会社は解散した。負債総額は約2億7000万円。

## 主な出版物
- 各県広域道路地図
- 日本分県地図地名総覧
- 郷土資料事典（県別シリーズ）
- 大きな字の地図東京7000
- 東京全域バスガイド
- 東京地下鉄全駅ガイド
- 切絵図・現代図で歩く江戸東京散歩
- 江戸切絵図にひろがる 鬼平犯科帳 雲霧仁左衛門
- 廃線入り全国鉄道路線案内図
- nippon鉄道全線のりつぶし
- 全国フリーきっぷガイド
- 辻原康夫・世界の国旗大百科<2002年度版>
- 全線全駅鉄道地図
- 鉄道乙女のちいさな旅
- 幕末古地図 志士たちと京都―激震の舞台!幕末の京必見109ポイント佐伯貴士